# Xã Logan, Quận Clay, Iowa
Xã Logan (tiếng Anh: Logan Township) là một xã thuộc quận Clay, tiểu bang Iowa, Hoa Kỳ. Năm 2010, dân số của xã này là 156 người.